# Maison du Bocage de Sains-du-Nord
 (octobre 2019).
La Maison du Bocage et le jardin botanique est un musée communal du Nord, situé à Sains-du-Nord et un jardin pédagogique, gratuit.

## Historique
- 1983 : Ouverture de la Maison du Bocage, antenne de l'Écomusée de l'Avesnois à Fourmies.
- 2016 : Début de la création du jardin botanique fin 2015, toujours en cours d'évolution dans ses collections, ses missions, ses animations et de sa surface.
- 2017 : Le jardin botanique est parrainé par le jardin botanique de la faculté de pharmacie de Lille via les Jbf (les jardins botaniques de France et des pays francophone).
- 2019 : L'Écomusée de l'Avesnois ferme cette antenne mais le musée est repris par la mairie de Sains du Nord et devient musée communal.
- 2019 : Le musée devient communal.
- 2019: Animations nature et jardin pour tous (agenda annuel) et pour les groupes sur réservation 0327598224
- 2022: www.maisondubocage.com

## Collections
- Expositions permanentes sur: le bocage Avesnois-Thiérache, le monde de l'abeille, anciennes machines agricoles …
- Exposition permanente d'œuvres de Raymond Debiève
- Expositions temporaires.
- Plantes sauvages locales, fougères, verger conservatoire, jardin ethnobotanique (construction2019-2020), jardin japonais hors du site, plantes carnivores ...
- Jardin, pédagogique et botanique entrée libre et gratuite

## Autres lieux
- Belle maison de maître, transformée en ferme au XIXe siècle, la maison du bocage assure la valorisation et la préservation du patrimoine bocager. Ses expositions illustrent les spécificités de ce paysage, ses activités, son histoire ...

La cour extérieure et le verger accueillent quelques machines agricoles anciennes. 
- Dans la grange de brique, bois et torchis, une forge évoque le travail du fer et son utilisation dans le milieu rural.
- L'abeille est aussi mise en valeur avec une exposition permanente et une ruche vitrée.
- Le jardin, pédagogique et botanique, complète le musée et entoure les dépendances avec différents espaces (un espace paysager et la collection de plantes sauvages, une zone semi-sauvage avec sa mare et son sentier ludique les sens par les pieds nus, un espace jardin d'essais (plantes insolites, engrais verts, démonstrations de méthodes de culture en permaculture), un verger conservatoire avec sa prairie naturelle (de fin mai à fin aout), un jardin ethnobotanique (nouveauté dès juin 2019), une salle d'animations et de conférences...

Des expositions temporaires et diverses animations/ateliers sont programmées ainsi que des sorties dans le bocage sont possibles au départ du site.

## Galerie

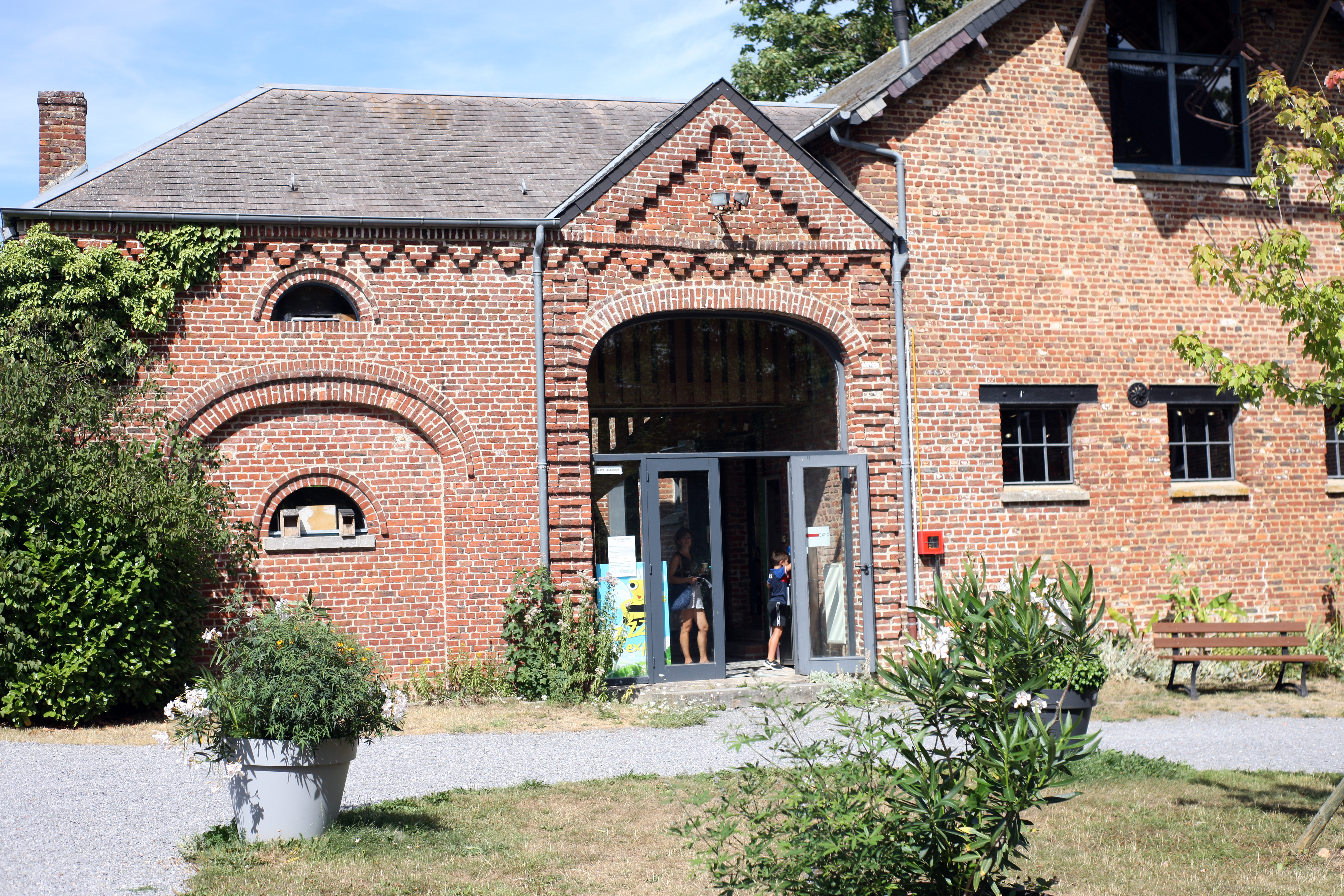
la cour et le bâtiment d'accueil
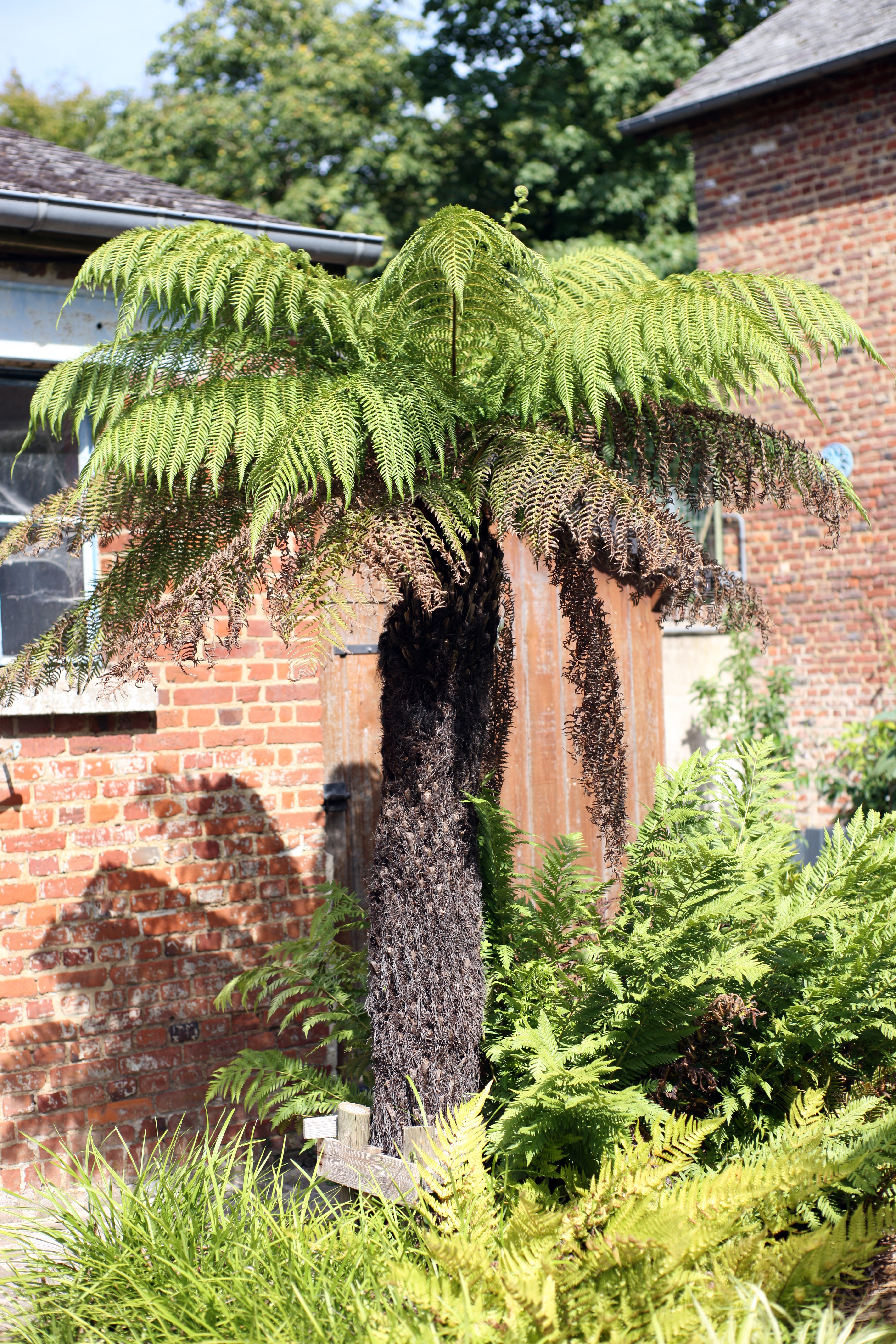
fougère arbustive
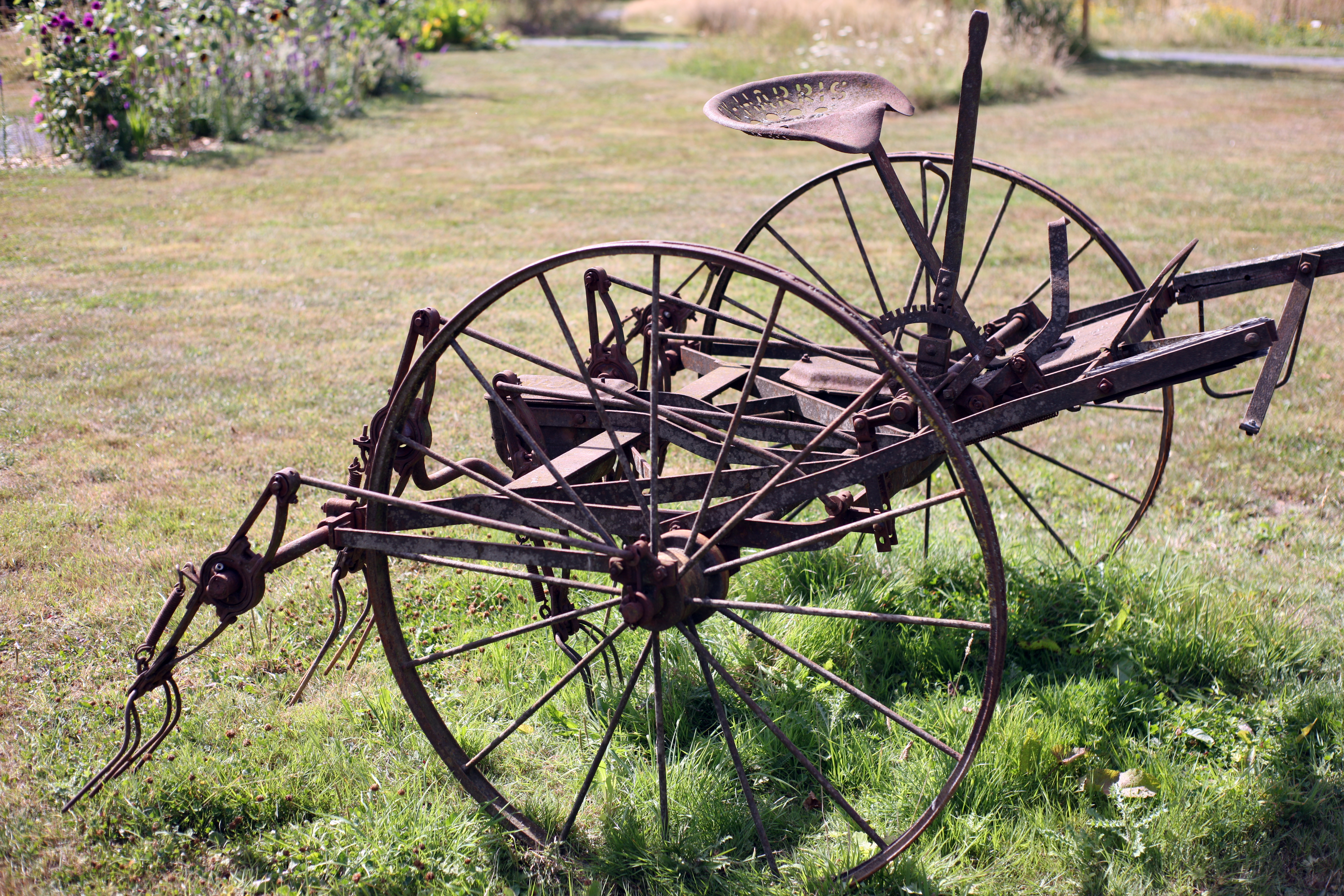
ancien matériel agricole
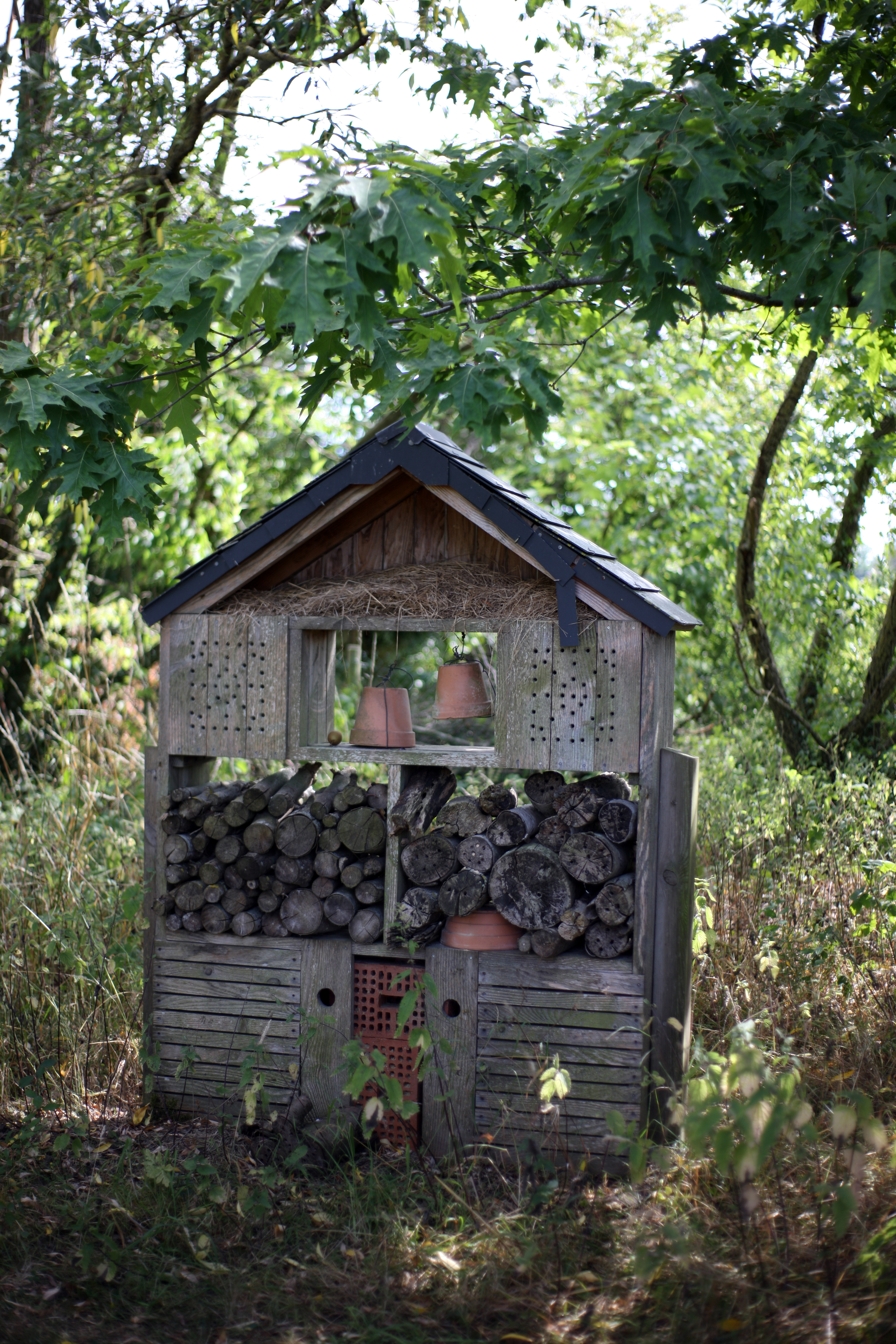
hôtel à insectes